# Катарина Ралевић
Катарина Ралевић (девојачко Јанковић; Београд, 25. мај 1991), српска сценаристкиња и драмска списатељица.

## Биографија
Као дете се појавила у више телевизијских пројеката, па је тако остварила епизодне улоге у серијама Породично благо, Лисице и Стижу долари, као и у филму Новогодишње венчање из 2002. године. Касније, током 2009. и 2010, играла је и у остварењима Здравка Шотре. Након ангажмана на овим пројектима, завршила је драматургију Факултет драмских уметности Универзитета уметности у Београду. Свој први професионални пројекат је реализовала на 4. години студија, потписавши сценарио за филм Доба Дунђерских, рађен према роману Пера Зупца Ленка Дунђерски.
Заједно са Мајом Малетковић, урадила је драматизацију преставе Волво Камиони Ерленда Луа, премијерно изведене на сцени „Петар Краљ” Атељеа 212 5. децембра 2014. Представа је јубиларно изведена 50. пут 29. септембра 2017. Са овом редитељком радила је и представу на енглеском језику What the F...k are We Doing Here, која говори о одливу младих људи из Србије. Године 2017. режирала је кратки филм Норвешка, иначе мастер рад Драгане Јаковљевић која је потписала продукцију тог пројекта. Заједно са Нином Џувер написала је сценарио за телевизијску серију Случај породице Бошковић у продукцији Кошутњак филма премијерно приказаној на Радио-телевизији Србије 2020. године.
Ћерка је продуцента Зорана Јанковића.

## Филмографија
| Год.       | Назив                | Улога                |
| ---------- | -------------------- | -------------------- |
| 2002.      | Породично благо      | Ана Марија Радуловић |
| 2002.      | Новогодишње венчање  | Ива                  |
| 2003.      | Лисице               | Срђанова ћерка       |
| 2004.      | Стижу долари         | Горданина сестра     |
| 2009.      | Рањени орао          | Разија Омеровић      |
| 2009.      | Рањени орао (серија) | Разија Омеровић      |
| 2009—2010. | Грех њене мајке      | Душанка Перић        |
| 2010.      | Приђи ближе          | Милена               |
| 2016—2021. | Црно-бијели свијет   | Професорка ликовног  |